# Pholcidae
Los fólcidos (Pholcidae) son una familia de arañas araneomorfas que engloba unas 1400 especies en 95 géneros en todo el mundo.
Conocida alrededor del mundo con diferentes nombres uno de los más comunes es "araña de patas largas".

## Características

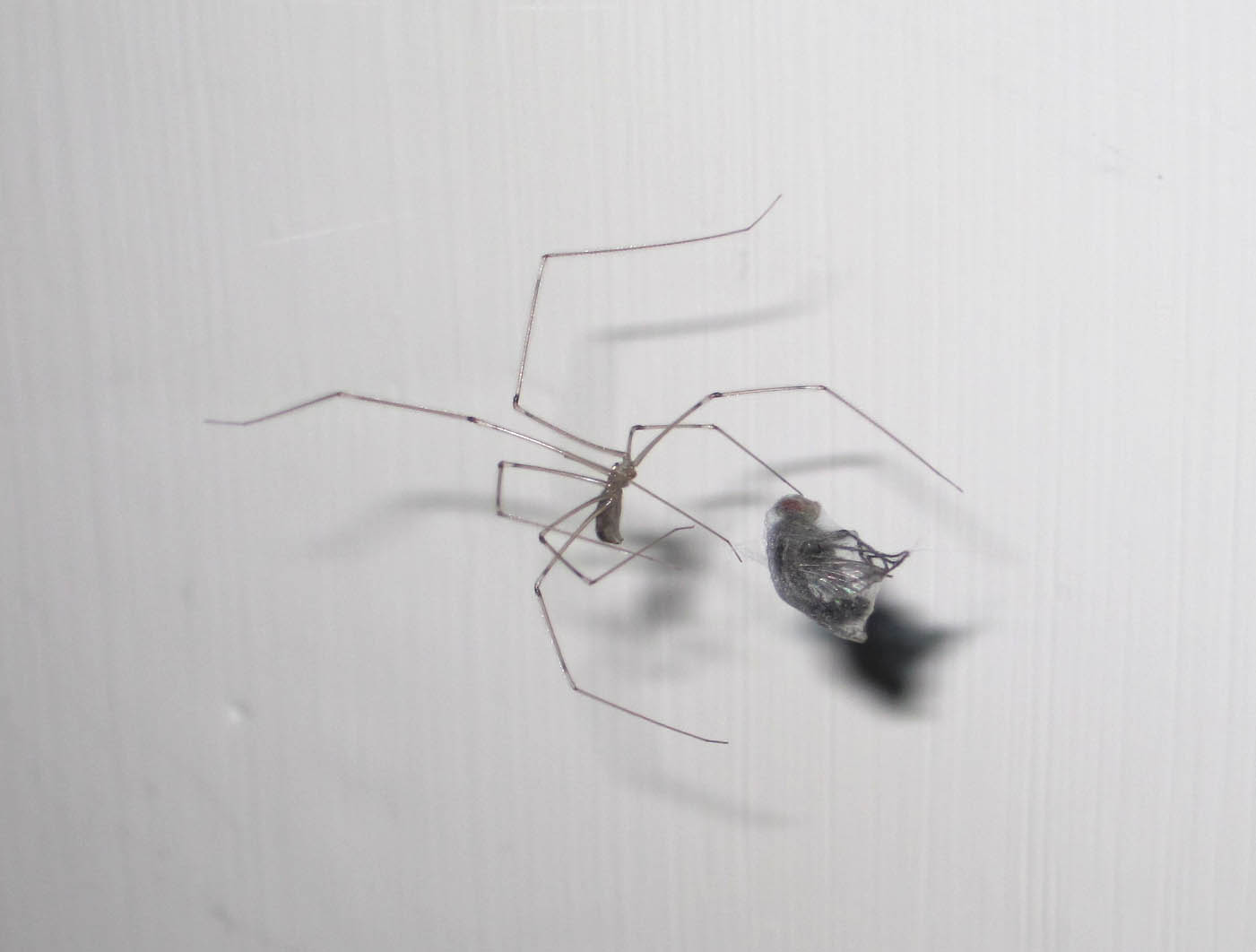
Araña de la familia de las Pholcidae junto a una presa capturada en la telaraña.

Son arañas que cargan con la ooteca bajo sus quelíceros. De 1 a 10 mm de tamaño, son arañas relativamente pequeñas usualmente de coloraciones ocre y amarillo a café claro, a menudo con marcas en el abdomen. Poseen 6 u 8 ojos, los laterales anteriores en tríadas y 2 ojos medios anteriores que pueden o no estar presentes. Los quelíceros fusionados en la base con una lámina opuesta al colmillo queliceral, usualmente modificado dependiendo el sexo; labio fusionado al esternón. Las patas casi siempre son largas con tarsos con tres uñas y usualmente pseudosegmentados. El abdomen es de cilíndrico a oval con las espineretas laterales anteriores largas y cilíndricas y las medias posteriores pequeñas y en parte ocultas por las anteriores aplanadas. El espiráculo traqueal a menudo parece estar presente, pero nunca está presente la tráquea. Son haploginas, aunque las hembras a menudo tienen una placa esclerotizada cubriendo la genitalia interna a modo de epigino, los machos con largos palpos, cymbium reducido o ausente con paracymbium a menudo largo y complejo.

## Historia natural
Habitualmente habitan sitios húmedos y oscuros, como las cuevas o las bodegas y son muy comunes en zonas urbanas por sus hábitos sinantrópicos. Tejen telas irregulares enmarañadas en las que envuelven a sus presas antes de comerlas. Las hembras llevan de 15 a 20 huevos de color rosáceo pálido sostenidos con seda desde los quelíceros. A simple vista pueden confundirse con los opiliones.

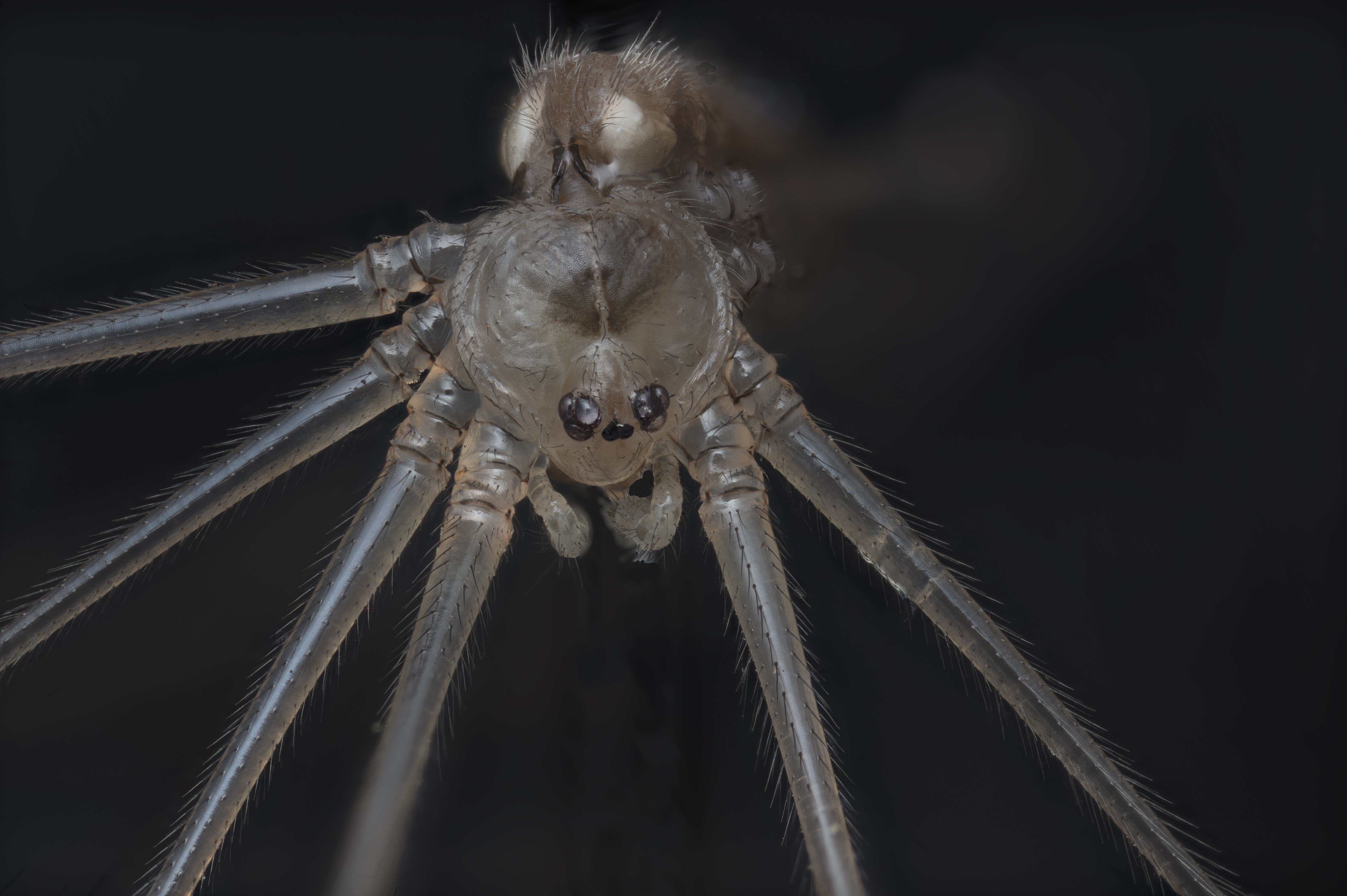
Araña de la familia Pholcidae